# Perla Suez
Perla Suez (ur. 28 listopada 1947 w Córdobie) – argentyńska pisarka, laureatka Premio Rómulo Gallegos.

## Życiorys
Urodziła się w Córdobie, ale wychowała w Basavilbaso w prowincji Entre Ríos. Ukończyła studia w dziedzinie literatury na Narodowym Uniwersytecie w Córdobie, studiowała także psychopedagogikę i filmoznwastwo. Rozpoczęła karierę literacką od tworzenia powieści i opowiadań dla dzieci, które przyniosły jej wyróźnienia, w tym wpisy na listę Białych Kruków. Współzałożyła i prowadziła w latach 1984–1994 Centro de Difusión e Investigación de Literatura Infantil y Juvenil. Jej pierwsza powieść przeznaczona dla dorosłych czytelników pt. Letargo, która ukazała się w 2000 roku, znalazła się w finale nagrody Premio Rómulo Gallegos. Jej powieść El país del diablo została wyróżniona Premio Sor Juana Inés de la Cruz (2015) i Premio Rómulo Gallegos (2020).

## Twórczość

### dla dorosłych
- Letargo, 2000
- El arresto, 2001
- Complot, 2004
- Trilogía de Entre Ríos, 2006 (wydanie zbiorowe Letargo, El arresto i Complot)
- La pasajera, 2008
- Humo rojo, 2012
- El país del diablo, 2015[1]
- Furia de invierno, 2019[3]

### dla dzieci
- El vuelo de Barrilete y otros cuentos, 1987
- Papá, Mamá ¿Me dan permiso?, 1989
- El cuento del pajarito, 1991
- El viaje de un cuis muy gris, 1991
- Memorias de Vladimir, 1991
- Dimitri en la tormenta, 1993
- El árbol de los flecos, 1995
- Un golpe de buena suerte, 2006
- El señor de los globos, 2006
- Tres pajaritos, 2007
- Arciboldo, 2009
- Blum, 2011
- El huemul, 2014
- Un oso, 2014
- Lara y su lobo, 2014
- El hombrecito de polvo, 2015
- Las flores de hielo, 2015
- Espero. La brujita de papel, 2015
- Uma, 2016[4][6]
- Aconcagua y otros cuentos, 2020[4]